# Michel Dansel
Michel Dansel, né le 10 novembre 1935, est un poète et écrivain français. Il se spécialise dans des ouvrages autour de l'insolite, et de la ville de Paris.

## Biographie
Michel Dansel est docteur ès lettres et diplômé de l’École pratique des hautes études. Il a soutenu une thèse de doctorat sur Tristan Corbière.
Au début des années 1970, il collabore au magazine Matulu de Michel Mourlet, avec notamment un  important dossier sur le peintre Simon Segal.
En 1980, il fonde la société d'édition S.O.S Manuscrits. Il est aussi fondateur et président de l’Académie internationale du rat, et a été également secrétaire de l’Académie de l’érotisme.
Passionné par la ville de Paris et son histoire, il a écrit un certain nombre d'ouvrages sur le sujet comme Paris incroyable, Paris inattendu, Le Paris des curieux ou Les cimetières de Paris.
Son ouvrage Le Train de Nulle Part, paru sous le pseudonyme de Michel Thaler en 2004, est un roman écrit sans verbe.
En 2012, il publie l'ouvrage Les Excentriques, dans lequel, selon la critique du magazine Télérama , « l'auteur, chasseur de silhouettes bizarres et de rencontres insolites, s'est manifestement amusé à collecter ces énergumènes de tout poil. »

## Prix et distinctions
- Prix de l'humour noir en 1973, avec Au Père-Lachaise[9].
- Prix du Quai des Orfèvres en 1981, avec De la part de Barbara[10].
- Prix des bouquinistes en 2002, avec Les Cimetières de Paris.

## Œuvres
- Sans amarre, G. Chambelland, 1964
- Cotte de mailles, G. Chambelland, 1965
- Les Nobel français de littérature, A. Bonne, 1967
- Lendemain sans encolure, G. Chambelland, 1971
- Au Père-Lachaise, son histoire, ses secrets, ses promenades, Fayard, 1973
- Langage et modernité chez Tristan Corbière, A.G. Nizet, 1974
- Georges Marchais ou le Tout-puissant vulnérable, R. Deforges 1977
- Carnet de bord d'un espion, Fayard, 1978
- Paris 13e, coauteur : Alexandra d' Arnoux, J.-C. Simoën, 1978
- Dictionnaire des inconnus aux noms communs, Encre, 1979
- Carnet de bord d'un flic, Fayard, 1979
- De la part de Barbara, Fayard, 1980
- Ascenseur de nuit, Fayard, 1981
- Tristan Corbière, thématique de l'inspiration, l'Âge d'homme, 1985
- L'Homme aux chaussettes rouges, ill : Christian Blancher, Bordas, 1986
- Paris incroyable, Hachette, 1986
- Les Cimetières de Paris, promenade insolite, pittoresque et capricieuse, ill : Bertrand Derousseau, Denoël, 1987
- La Belle et l'Alouette, Favre, 1989
- Comment s'exprimer facilement dans n'importe quelle situation ?, un des plus grands secrets pour réussir pleinement votre vie, Éd. SAEP, 1991
- Le Sergent Bertrand, portrait d'un nécrophile heureux, A. Michel, 1991
- Tester et enrichir sa culture générale, Marabout, 1992
- 12 poèmes de Verlaine analysés et commentés, Marabout, 1993
- 100 modèles de discours pour toutes les circonstances, Marabout, 1994
- 50 tests de culture générale, Marabout, 1995
- La Lettre d'un laïque au pape, Éd. Complicités, 1996
- Paris inattendu, éd. Hachette, 1996
- Tester et enrichir sa culture générale, Marabout, 1996
- 100 modèles de lettres d'engueulade courtoises pour toutes les situations de la vie, Éd. du Rocher, 1996
- Les Fous à mi-temps, et leurs drôles de manies, Éd. du Rocher, 1998
- Les Lieux de culte au cimetière du Père-Lachaise, G. Trédaniel, 1999
- Carnet de mémoire d'un flic, Éd. Résidence, 1999
- Carnet de mémoire d'un espion, Éd. Résidence, 1999
- Mémoires d'un rat des Halles, Paris insolite et secret, Éd. LPM, 2001
- Le Rat, notre frère des ténèbres, son histoire par la lucarne des civilisations, Deuil-la-Barre : PC média, 2003
- Le Train de Nulle Part, Sous le pseudonyme de Michel Thaler, Pascal Petiot Editions, 2004
- Maréchal Ney, fusillé ou évadé ?, E-dite, 2004
- La Peau, cette inconnue !, Coauteur : Marie-Pierre Faure Éd. Médicis, 2007
- La Marelle bleue, le Guichen, 2007
- Mon 14e arrondissement, son histoire, ses secrets, M. Thaler, 2010
- Belleville, histoires et souvenirs, 1940-1970, B. Giovanangeli, 2011
- Les Femmes, regroupées en trois grandes familles selon un modeste amateur !, les sournoises, les mutualistes, les privatisées, M. Thaler, 2012
- Les Excentriques[8], R. Laffont, 2012
- Frappez !, on vous ouvrira sûrement !, Éd. Bussière, 2013
- Pierre Osenat, Coauteur : Jean-Pierre Béchu, Éditions Lampsaque, 2015
- Monsieur Macron, la poésie doit être votre absolue priorité !, LEN, 2017
- Paris secret, R. Laffont, 2017
- Le Paris des curieux, éd. Larousse, 2018 ; rééd. De Noyelles, 2019
- Les Chats, mes amis à l'étrange destinée !, poésies, les Éditions du Net, 2019
- Miettes de vie ou L'itinéraire déhanché d'un écrivain de la marge !, Les Éditions du Net, 2020
- La France des réseaux, Édition Christine Bonneton, 2020
- L'Histoire vraie du vampire de Montparnasse, les Éditions du Net, 2021